# Santa Marina (Noreña)
Santa Marina és una parròquia del conceyu asturià Noreña. La parròquia té una població d'11 habitants i ocupa una extensió de 0,26 km². Es troba a 8 km de la capital del concejo, Noreña.
El seu temple parroquial està dedicat a Santa Marina.